# الن گیر
الن گیر (انگلیسی: Ellen Geer؛ زادهٔ ۲۹ اوت ۱۹۴۱) یک هنرپیشه، فیلم‌نامه‌نویس، کارگردان و استاد دانشگاه اهل ایالات متحده آمریکا است.
از فیلم‌ها یا برنامه‌های تلویزیونی که وی در آن نقش داشته است می‌توان به هرولد و موده، پدیده، بازی پاتریوت و کچ، واضح و خطر موجود، فراتر از لبه و من و تو و هرکسی که می‌شناسیم ، بازی پاتریوت، دوست نداشتنی و جهان های متقاطع اشاره کرد.